# RUC
RUC (исп. Registro Único de Contribuyente) или RUT (исп. Registro Único Tributario) в странах говорящих на испански — уникальный цифровой код, однозначно идентифицирующий компанию или индивидуального предпринимателя внутри страны. RUC также является аббревиатурой наименования самого Централизованного Реестра Налогоплательщиков, содержащего данные коды.
Получение данного кода обязательно для всех юридических лиц и является необходимым действием для начала операционной деятельности компании или индивидуального предпринимателя. Регистрационный код выдается либо Министерством финансов (исп. Ministerio de Economía), либо Генеральным Налоговым Управлением (исп. Dirección General Impositiva, DGI) в зависимости от страны регистрации.
Регистрационный код выдается лицам и организациям, ведущим хозяйственную деятельность на постоянной или временной основе, а также владельцам собственности или не имущественных прав, облагаемых налогом.

## Пример
Пример RUC, однозначно идентифицирующий юридическое лицо на национальном уровне: 25071673231458778999665.

## Использование
Регистрационный код обязательно указывается в регистрационных документах, платежных документах юридического лица, чеках и пр. Каждая новая компания должна пройти процедуру регистрации, получения идентификационного номера и, только после этого, может начать финансовую деятельность.
После получения регистрационного кода налогоплательщик обычно получает следующий набор прав:
- Возможность заключения официальных юридических договоров с другими юридическими лицами в рамках зарегистрированной для данного RUC (RUP) вида деятельности
- Возможность аккредитации в рамках зарегистрированной для данного RUC (RUP) вида деятельности
- Возможность отчитываться о налогах и льготах как юридическое лицо